# Marta (ime)
Marta je žensko osebno ime.

## Izvor imena
Marta je svetopisemsko ime. Izhaja iz hebrejskega imena מרתה (Martâ) z nekdanjim pomenom »gospa, gospodarica«.

## Različice imena
Marte, Martha, Marti, Martica, Martika, 

## Tujejezikovne različice imena
- pri Angležih: Marta, Martha
- pri Čehih: Marta
- pri Nemcih: Marta, Martha, Marthe
- pri Rusih: Marta, Marfa
- pri Madžarih: Márta

## Pogostost imena
Po podatkih Statističnega urada Republike Slovenije je bilo na dan 31. decembra 2007 v Sloveniji število ženskih oseb z imenom Marta: 5.560. Med vsemi ženskimi imeni pa je bilo ime Marta po pogostosti uporabe uvrščeno na 53. mesto.
Po podatkih Statističnega urada Republike Slovenije pa je bilo na dan 1. januarja 2025, ko je Slovenija imela 2.130.850 prebivalcev, v Sloveniji število ženskih oseb z imenom Marta: 4.478. Med vsemi ženskimi imeni je ime Marta po pogostosti uporabe uvrščeno na 114. mesto.
Glede na desetletje rojstva je bilo največ Mart rojenih v obdobju med 1951-1960 in sicer 1447; takrat je bilo ime Marta po pogostnosti rojstva na 19. mestu.

## Osebni praznik
V koledarju je ime Marta zapisano 29. julija (Marta Lazarjeva sestra) in 23. septembra (Marta, perzijska devica in mučenka, † 23. sep. 347).

## Zanimivost
V Sloveniji je ena cerkev sv. Marte, to je kapucinska cerkev, podružnica župnije Marijinega vnebozetja v Kopru.